# Technomyrmex furens
Technomyrmex furens es una especie de hormiga del género Technomyrmex, subfamilia Dolichoderinae. Fue descrita científicamente por Bolton en 2007.
Se distribuye por Australia. Se ha encontrado a elevaciones de hasta 750 metros. Vive en microhábitats como troncos y la vegetación baja.